# 加佐町
加佐町（かさちょう）は、京都府の加佐郡にあった町。1957年（昭和32年）5月27日に編入合併され、現在は舞鶴市の一部。現在では加佐地区とも呼ばれている。

## 来歴
もともと加佐町はその前身でもある加佐郡の岡田上村、岡田中村、岡田下村、八雲村、神崎村、由良村の6村が古来加佐郡の中心都市であった舞鶴市への合併を希望し、申し入れを行ったが、舞鶴市の受け入れ態勢が整わなかったため難色。しかしながら単独での生き残りは依然難しいと考え、舞鶴市への合併を前提とした由良村を除く5村で1955年（昭和30年）4月20日に合併しできた町である。
1957年（昭和32年）に舞鶴市への編入合併を果たした。
なお由良村はあくまで単独での舞鶴市への編入を希望したが不調に終わり、1956年（昭和31年）9月20日に宮津市へ合併されている。

## 沿革
- 1953年（昭和28年）：合併に関する住民投票の結果、舞鶴市への合併が多数を占める。
- 1954年（昭和29年）：舞鶴市へ合併を要請。舞鶴市は難色。
- 1955年（昭和30年）：舞鶴への合併を前提に5ヶ村で合併。加佐町誕生。
- 1957年（昭和32年）：舞鶴市へ編入合併。